# Neoxorides matsuyamensis
Neoxorides matsuyamensis är en stekelart som först beskrevs av Tohru Uchida 1928.  Neoxorides matsuyamensis ingår i släktet Neoxorides och familjen brokparasitsteklar. Inga underarter finns listade i Catalogue of Life.